# Lucius Julius Caesar (consul in 64 v.Chr.)
Lucius Julius Caesar was een Romeins politicus en militair.
Lucius was de zoon van Lucius Julius Caesar (consul in 90 v.Chr.) en broer van Julia Antonia.
Als consul in 64 v.Chr. stemde hij voor de dood van zijn zwager Publius Cornelius Lentulus Sura, wegens zijn deelneming aan de samenzwering van Lucius Sergius Catilina.
Hij streed als legatus onder de proconsul - tevens zijn volle neef en goede vriend - Gaius Julius Caesar in Gallië.
Hij was later tegenstander van zijn neef de triumvir Marcus Antonius, en nam deel aan de tegen deze uitgesproken vogelvrijverklaring. Antonius betaalde hem weldra met gelijke munt door hém vogelvrij te verklaren, hoewel hij hem later op voorbede van Julia Antonia, moeder van Antonius en zus van Lucius, vergiffenis schonk.

## Referentie
- art. Julii (4), in F. Lübker - trad. ed. J.D. Van Hoëvell, Classisch Woordenboek van Kunsten en Wetenschappen, Rotterdam, 1857, p. 490.